# Hugh Plaxton
Hugh John Plaxton (Kanada, Ontario, Barrie, 1904. május 16. – Kanada, Ontario, Mississauga, 1982. december 1.) olimpiai bajnok kanadai jégkorongozó, ügyvéd, politikus.
Részt vett az 1928-as téli olimpián, mint a kanadai válogatott támadója. A kanadaiaknak nem kell csoportkört játszaniuk, hanem egyből a négyes döntőből indultak. A támadók összesen 38 gólt ütöttek 3 mérkőzésen és 1-et sem kaptak. Svájcot 13–0-ra, a briteket 14–0-ra, végül a svédeket 11–0-ra verték és így olimpiai bajnokok lettek. Ez az olimpia világbajnokságnak is számított, ezért világbajnokok is lettek. 3 mérkőzésen játszott és 12 gólt ütött.
Ez a kanadai válogatott valójában egy egyetemi csapat volt, a University of Toronto csapata, amely amatőr, egyetemi hallgatókból állt. 1927-ben megnyerték az Allan-kupát, amiért a kanadai senior amatőr csapatok versengenek. Ezzel a győzelemmel kiérdemelték a helyet az olimpián.
Először bojkottálni akarta az olimpiát, ha a testvére Herbert Plaxton és az unokatestvére Roger Plaxton nem mehetett volna. Az edző Conn Smythe végül beleegyezett és így mindhárman olimpiai bajnokok lettek.
Az olimpia után ügyvédként dolgozott majd 1932–1933-ban játszott az IHL-es Windsor Bulldogsban, a WCHL-es Vancouver Maroonsban és 15 mérkőzésen pályára lépett az NHL-es Montréal Maroonsban is. Ezután végleg visszavonult a jégkorongtól és politikus lett.
1935-ben bekerült a parlamentbe. 1940-ben nem jutott be ismét, így részt vett a második világháborúban. A háború után nem tudott újra bekerülni a parlamentba, ezért visszatért az ügyvédi hivatásához.